# Ja wam pokażę! (album)
Ja wam pokażę! – ścieżka dźwiękowa do filmu komediowego Denisa Delica, Ja wam pokażę!. W albumie tym znajdują się przeboje m.in. promujący album Kocham Cię Sławomira Uniatowskiego, Maryli Rodowicz, Moniki Brodki, Kayah, w tym utwory Piotra Rubika m.in. Niech mówią, że to nie jest miłość.

## Lista utworów
1. Piotr Rubik – Temat miłosny (Instrumental)
2. Maryla Rodowicz – Wszyscy chcą kochać
3. Monika Brodka – On
4. Piotr Rubik – Pożegnanie (Instrumental)
5. Dorota Miśkiewicz – Poza czasem
6. Kayah – Na językach
7. Andrzej Piaseczny – Mocniej
8. Sławomir Uniatowski – Kocham Cię
9. Piotr Rubik – Temat Eksia (Instrumental)
10. Piotr Rubik – Please, don't go
11. Makowiecki Band – Miasto kobiet
12. Piotr Rubik – Początek (Instrumental)
13. Patrycja Gola – I love the nightlife
14. Kayah – Supermenka
15. Olga Szomańska, Przemysław Branny, Piotr Rubik – Niech mówią, że to nie jest miłość
16. Cicha noc
17. Luigi Boccherini – Kwintet smyczkowy (Menuet)